# Александар Јовановић (економиста)
Александар Јовановић (Доњи Милановац, 30. јануар 1896 — Београд, 4. новембар 1977) био је српски економиста.

## Биографија
Права је завршио у Београду, а докторат из економских наука стекао у Паризу 1923. године. Од 1925. предаје народну економију на Правном факултету, а од 1937. до Другог светског рата професор је и управник Економско-комерцијалне високе школе. После Другог светског рата вратио се у исту школу, а 1947. прешао у Институт за међународну политику и привреду. До рата се нарочито бавио новчаним питањима (нестабилност, инфлација и дефлација), као и конјуктурним проблемима и економском кризом. Залагао се за напуштање златног стандарда и модерну монетарну политику. Иако у основи либерално оријентисан, залагао се и за поједине мере државног интервенционизма у отклањању кризе. Главна дела: Les theories monetaires de l'economiste Cassel (1923), Проблеми новца (1935), Наука о новцу и кредиту (1946), Индустријска политика СССР (1947).